# 김기덕 (1960년)
김기덕(金基德, 1960년 12월 20일~2020년 12월 11일)은 대한민국의 영화 감독, 각본가, 프로듀서, 배우이다.
1960년 12월 20일 경상북도 봉화군 춘양면 서벽리에서 태어났다. 국민학교 3학년 때였던 1968년에 경기도 고양으로 이주하였으며, 국민학교를 졸업한 후 집안 형편이 어려워 기술을 배우라는 부친의 권유에 따라 중학교 진학을 포기했다. 전수 학교와 전자 공장을 다니며 20세까지 성장한 김기덕은 해병대에 부사관으로 임관하여 5년 간 복무했다. 제대한 후 1986년부터 화가로 활동하였고 개신교 계열 남산의 장애인 보호 시설에서 봉사자로 일하는 동시에 야간학교 신학반을 1년만 다니고, 30세까지 서울에서 지냈다.
평소 그림에 대한 생각이 남달랐던 김기덕은 백남준과 관련된 기사가 동기가 되어 31세가 되던 1990년에 프랑스 파리로 떠났다. 1990년부터 1992년까지 3년간 프랑스와 유럽 각지를 다니며 스스로 회화 공부를 하던 중 우연히 들른 영화관에서 태어나서 처음으로 영화 《양들의 침묵》(1990), 《퐁네프의 연인들》 등을 보고 영화에 대한 꿈을 꾸었다.
1992년에 귀국한 뒤 《화가와 사형수》로 1993년 영상작가교육원 창작 대상, 《무단 횡단》으로 1995년 영화진흥공사 시나리오 공모 대상을 받는 등 각본가로 활동하다가 1996년작인 《악어》를 통해 자신이 직접 감독하여 영화를 만들기 시작했다. 잔인하고 어두운 영상과 내용으로 이름을 알렸으며, 2004년 베를린 국제 영화제에서 《사마리아》로, 베네치아 국제 영화제에서 《빈 집》으로 연이어 감독상을 수상했다.
2020년 12월 11일 라트비아 리가에서 코로나19로 사망하였다.

## 학력
- 삼애실업전수학교[7]
- 장로교 계열 야간학교 신학반 중퇴

## 작품 목록
- 1996년 - 《악어》(미술, 연출, 각본)
- 1997년 - 《야생동물 보호구역》(연출, 각본)
- 1998년 - 《파란 대문》(연출, 각본)
- 1999년 - 《섬》(미술, 연출, 각본)
- 2000년 - 《실제상황》(연출. 각본)
- 2001년 - 《수취인불명》(미술, 연출, 각본)
- 2002년 - 《나쁜 남자》(연출, 각본)
- 2002년 - 《해안선》(연출)
- 2003년 - 《봄 여름 가을 겨울 그리고 봄》(주연, 편집, 연출, 각본)
- 2004년 - 《사마리아》(편집, 제작, 연출, 각본)
- 2004년 - 《빈 집》(편집, 제작, 연출, 각본)
- 2005년 - 《활》(편집, 제작, 연출, 각본)
- 2006년 - 《시간》(편집, 제작, 연출, 각본)
- 2007년 - 《숨》(조연, 연출, 각본, 제작투자, 제작)
- 2007년 - 《아름답다》(제작, 원작)
- 2008년 - 《비몽》(각본, 편집, 제작, 연출)
- 2008년 - 《영화는 영화다》(제작투자, 제작, 각본)
- 2011년 - 《풍산개》(투자, 제작, 각본)
- 2011년 - 《아리랑》(주연, 제작, 연출, 각본)
- 2011년 - 《아멘》(제작, 연출, 각본)
- 2012년 - 《피에타》(편집, 제작투자, 연출, 각본)
- 2012년 - 《배우는 배우다》(제작, 각본)
- 2013년 - 《뫼비우스》(제작, 연출, 각본)
- 2014년 - 《일대일》(제작, 연출, 각본, 촬영, 편집)
- 2015년 - 《메이드 인 차이나》(제작, 각본)
- 2016년 - 《그물》(연출, 각본)
- 2017년 - 《포크레인》(제작, 각본)
- 2018년 - 《인간, 공간, 시간 그리고 인간》(연출, 각본)
- 2019년 - 《딘(디졸브)》(연출, 각본)

### 반복하여 출연한 배우
| 배우   | 악어 | 야생동물 보호구역 | 파란 대문 | 실제상황 | 섬 | 수취인불명 | 나쁜 남자 | 해안선 | 봄 여름 가을 겨울 그리고 봄 | 사마리아 | 빈 집 | 활 | 시간 | 숨 | 비몽 |
| ------ | ---- | ----------------- | --------- | -------- | -- | ---------- | --------- | ------ | --------------------------- | -------- | ----- | -- | ---- | -- | ---- |
| 권혁호 |      |                   |           |          |    |            | 예        |        |                             |          | 예    |    |      |    |      |
| 김구택 |      |                   | 예        | 예       |    |            |           | 예     |                             |          |       |    |      |    |      |
| 김영민 |      |                   |           |          |    | 예         |           |        | 예                          |          |       |    |      |    |      |
| 김정영 |      |                   |           | 예       |    |            | 예        |        | 예                          |          |       |    |      |    |      |
| 박정기 |      |                   |           |          | 예 |            |           |        |                             | 예       |       |    |      |    |      |
| 박지아 |      |                   |           |          |    |            |           | 예     | 예                          |          |       |    |      | 예 | 예   |
| 방은진 |      |                   | 예        |          |    | 예         |           |        |                             |          |       |    |      |    |      |
| 서원   |      |                   |           |          | 예 |            | 예        |        |                             |          |       |    |      |    |      |
| 서지석 |      |                   |           |          |    |            |           |        |                             |          |       | 예 | 예   |    |      |
| 소재익 |      |                   |           |          |    |            |           |        |                             |          |       | 예 | 예   | 예 |      |
| 손민석 |      |                   | 예        | 예       | 예 | 예         |           |        |                             |          |       |    |      |    |      |
| 신택기 |      |                   |           |          |    |            |           |        |                             | 예       |       | 예 |      |    |      |
| 양승병 |      |                   |           | 예       | 예 | 예         | 예        | 예     |                             |          |       |    |      |    |      |
| 이인옥 |      |                   | 예        |          |    | 예         |           |        |                             |          |       |    |      |    |      |
| 이종길 |      |                   |           |          |    |            |           |        |                             | 예       |       | 예 |      |    |      |
| 이각주 |      |                   |           |          |    |            |           |        |                             |          |       |    |      | 예 | 예   |
| 장동직 |      | 예                | 예        |          |    |            |           |        |                             |          |       |    |      |    |      |
| 장항선 |      |                   | 예        |          | 예 |            |           |        |                             |          |       |    |      |    |      |
| 조석현 |      |                   |           |          |    |            |           |        |                             |          |       | 예 |      | 예 |      |
| 조재현 | 예   | 예                |           |          | 예 | 예         | 예        |        |                             |          |       |    |      |    |      |
| 지대한 |      |                   |           |          |    |            |           | 예     | 예                          |          |       |    |      |    |      |
| 최민   |      |                   |           |          |    |            |           | 예     | 예                          |          |       |    |      |    |      |
| 하정우 |      |                   |           |          |    |            |           |        |                             |          |       |    | 예   | 예 |      |
| 한여름 |      |                   |           |          |    |            |           |        |                             | 예       |       | 예 |      |    |      |

## 국제 상
김기덕은 세계 3 대 영화제 본상을 모두 수상한 유일한 한국인 영화 감독이다.

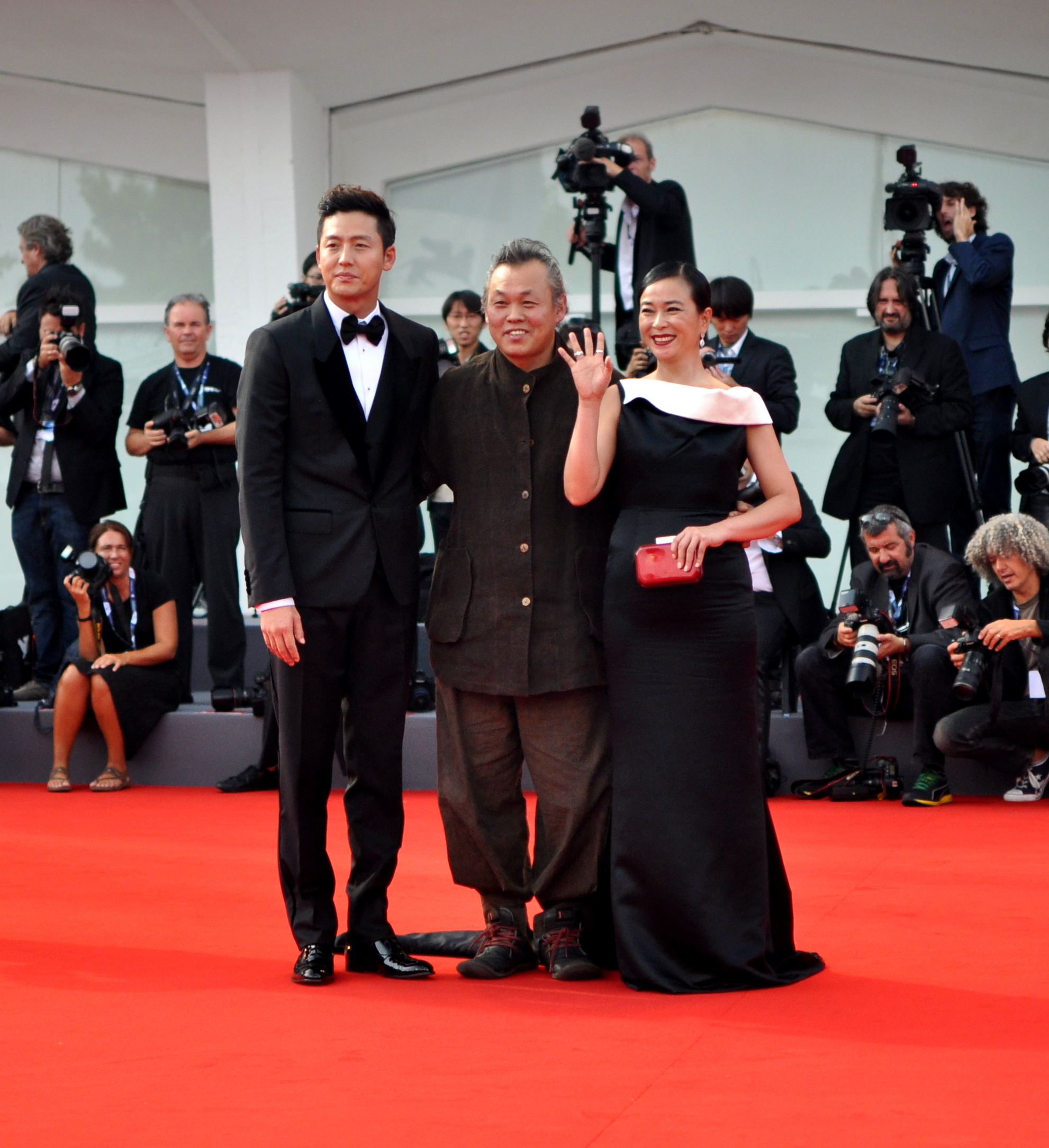
2012 베니스 영화제 이정진, 이정진 과 조민수

| 년   | 장학금                    | 범주                        | 필름     | 결과 | 참고   |
| ---- | ------------------------- | --------------------------- | -------- | ---- | ------ |
| 2004 | 54회 베를린 국제 영화제   | 은곰 (감독상)               | 사마리아 | 수상 | [ 8 ]  |
| 2004 | 61회 베네치아 국제 영화제 | 은사자상                    | 빈집     | 수상 | [ 9 ]  |
| 2011 | 2011년 칸 영화제          | 주목할 만한 시선 상         | 아리랑   | 수상 | [ 10 ] |
| 2012 | 69회 베네치아 국제 영화제 | 황금사자상                  | 피에타   | 수상 | [ 11 ] |
| 2014 | 71회 베네치아 국제 영화제 | 베니스 데이즈 최우수 영화상 | 일대일   | 수상 | [ 12 ] |

## 논란

### 성폭력 사건

#### 폭행과 강요
2017년 동아일보 보도에서 "2013년 <뫼비우스>에서 당초 주연을 맡았었지만, 촬영장에서 감정이입을 핑계로 폭력을 당하고, 당초에 없었던 베드신 촬영도 강요받았다" 라고 폭로하며, 김기덕을 폭행·강요 혐의로 검찰에 고소하였다. 서울중앙지검은 형사6부에 배당하여 직접 수사하였다.
지인은 "피해자는 영화에서 하차한 뒤 변호사를 찾아가 법률 상담을 받았지만, 영화계 불이익이 두려워 고소를 포기하였다. 하지만 피해자 정신적 상처는 쉽게 치유되지 않았다. 피해자는 결국 배우를 그만두고 2017년 전국영화산업노동조합에 찾아가 폭로하여 법적대응을 나서기로 하였다" 라고 밝혔다. 김기덕은 "뺨은 때렸지만, 폭행 장면 연기 지도를 위하여서였고, 대본에 없는 베드신을 강요한 적 없다"며 부인하였다.
피해자 지인에 따르면, "피해자는 영화에서 하차한 뒤 변호사를 찾아가 법률 상담을 받았지만, 영화계에서 불이익 받는 것을 두려워하여 고소를 포기하였다. 하지만 김 감독 폭행과 모욕으로 입은 피해자 정신적 상처는 쉽게 치유되지 않았다. 피해자는 결국 배우를 그만둔 뒤인 17년 전국영화산업노동조합을 찾아가서 자신이 당한 일을 알렸고, 김 감독 상대로 법적 대응에 나서기로 하였다" 라고 밝혔다. 이후 "뺨을 때린 것은 맞지만, 폭행 장면 연기 지도를 하려고하였던 것이다. 대본에 없는 베드신 강요한 일 없다" 라고 해명하였다.
전국영화산업노동조합 사무국장은 "영화인 신문고에 접수된 사건으로 조사하였다. 폭행 부분에서는 제3자인 직원 다수 증언이 있었다. 피해자가 음경을 잡는 장면을 사전 협의되지 않은 상태에서 찍어 강요에 의한 장면이 영상물로 남아있다. 김기덕 감독 혐의가 확인됐고, 혐의 최종은 검찰 조사 결과를 통하여 알 수 있다. 피해자 변호인이 기자회견을 개최한다" 라고 밝혔다.
그러다 2018년, 서울중앙지법 형사29단독 박진숙 판사는 폭향죄 강제추행 치상 명예훼손 혐의에 대하여서는 증거 불충분으로 혐의 없음 처분을 하였다. 모욕죄는 공소권 없음으로 불기소 처분을 내렸고, 폭행 혐의에 벌금 500만원으로 약식기소하였다.
이후 2018년 <PD수첩>에서는 "입에 담지 못할 성적 이야기를 2시간 가까이 들었고, 화장실에 간다는 핑계로 자리를 뛰쳐나왔다", "김기덕과 조재현에게 성폭행을 당하였다. 합숙하였던 촬영 현장에서 대본 이야기를 한다며 여성 배우들을 방으로 불렀다. 촬영 내내 성폭행에 시달렸다. 김기덕은 다음 작품 출연을 제안하며 관계 유지를 종용하였다. 정신과 치료를 받으며 5~6년동안 세상에 없는 사람처럼 살고, 승승장구 하는 모습을 볼 때마다 온몸이 떨렸디"는 피해자들 폭로를 집중 취재하였다.
이에 "영화감독이라는 개인적 욕구를 채운적 없다. 상대 마음을 얻기 위하여 일방적인 감정으로 입맞춤을 한 적은 있지만, 그 이상 행위를 한 적이 없다." 라고 밝혔다. 성폭행 혐의에서는, "서로에 대한 호감으로 만나 동의하에 육체적인 관계를 가진 적은 있다. 가정을 가진 사람으로써 부끄럽게 생각하고 후회한다." 라고 논란을 부인하였다.
이후 2019년 서울서부지방법원에서 열린 3억 손해배상 청구 소송 첫 변론에서 한국여성민우회는 " 당시 김 감독은 폭력화 성폭력 의혹을 꾸준히 받았고, 사회적으로 문제가 된다. 2013년 개봉한 뫼비우스 촬영 중 피해 여성 배우 뺨을 때린 사실이 있어, 공익 차원에서 성명서를 보낸 것은 불법 행위가 아니다." 라고 밝혔다.
김기덕은 "강제 추행 치상 피해 여성이 주장한 나머지 혐의에 대하여서는 검찰이 증거 불충분으로 불기소 처분을 내렸는데도, 민우회가 자신을 성폭행범으로 몰았다" 라고 주장하였다. 김기덕은 <피디수첩> 보도한 사실에 MBC를 상대로 10억 손해배상 소송을 추가로내었다. PD수첩에 관하여서는 "피해자 폭로를 허위로 단정할 수 없고, 제작진 역시 김 씨에 대한 의혹이 진실이라고 믿을 만한 타당한 이유가 있었다." 라며 2018년 12월 불기소 처분하였다.

## 같이 보기
- 맥스 클리포드
- 오스틴 존스
- 게리 글리터
- 지미 새빌
- 롤프 해리스
- 프레디 스타
- 리차드 허클